# Bonde do Rolê
Bonde do Rolê est un groupe musical brésilien, originaire de Curitiba, dans l'État du Paraná, actif entre 2005 et 2015. Le groupe se fait connaître pour ses paroles comiques et son mélange de rythmes entre funk carioca et indietronica – un sous-genre qui mélange rock et de musique électronique. Après le départ de Marina comme leader du groupe fin 2007, Laura Taylor reprend le chant jusqu'à la séparation du groupe en 2015.

## Histoire

### Marina Vello (2005–2007)
Bonde do Rolê est formé en 2005 par la chanteuse Marina Vello et les DJ et producteurs Rodrigo Gorky et Pedro D'Eyrot, qui commencent à se produire ensemble dans des discothèques et des boîtes de nuit, combinant le rythme du funk de Rio avec des paroles comiques et débauchées. En 2006, le groupe sort un EP de sept titres, Melo do Tabaco, qu'il met gratuitement à disposition sur Myspace. Il passe presque inaperçu au Brésil, mais est intensément consulté au Royaume-Uni, où il atteint 50 000 auditeurs mensuels, ce qui est considéré comme extraordinaire à l'époque. Les répercussions dans le pays attirent l'attention du producteur Diplo, qui travaillait déjà avec des artistes funk brésiliens. Il les signe sur le label Mad Decent et, peu après, signe également un partenariat avec Domino Records pour les distribuer au Royaume-Uni. En juillet 2006, le groupe effectue une tournée aux États-Unis et au Canada avec Diplo.
Grâce à des labels internationaux, l'album With Lasers sort le 5 juin 2007, mêlant indietronica et funk carioca avec des paroles comiques et politiquement incorrectes. À l'époque, le magazine américain Rolling Stone inscrit le groupe dans la liste des « dix groupes à surveiller » et le journal américain The New York Times publiait un article à leur sujet. L'album comprend trois singles - Solta o Frango, Marina Gasolina et Office Boy – dans le top 15 du classement indépendant britannique, le dernier morceau atteignant également la 75e place du classement principal du pays. Solta o Frango est également inclus dans le jeu FIFA 08, dans le film The Ruins et dans la campagne publicitaire de Nokia pour l'Europe, où le groupe tourne pendant 3 mois. En décembre 2007, après des concerts annulés, la fin du groupe est annoncée en raison du départ de Marina Vello, qui prétend vouloir faire un son plus sérieux, tandis que le groupe planifie le deuxième album dans le même esprit comique.
L'un des morceaux de l'album With Lasers figurait sur la bande originale du film américain Project X de 2012, le morceau Marina do Bairro,.

### Laura Taylor (2008–2015)
En 2008, cependant, Pedro et Rodrigo décident de continuer avec le groupe, et s'associent à MTV Brésil pour choisir un nouveau chanteur lors d'une émission spéciale organisée le 6 mars, au cours de laquelle Ana Bernardino et Laura Taylor sont choisies. Cependant, sans Marina, le groupe perd son contrat avec des labels internationaux et e peut signer avec un label brésilien, passant les 4 années suivantes à faire de petits concerts et ayant du mal à se réimplanter sur le marché, ce qui conduit Ana à quitter le groupe en 2011. À ce stade, la principale critique de la presse est que, sans Marina, le groupe avait perdu le ton naturellement moqueur et ironique qu'il avait En 2012, le groupe re-signe avec Mad Decent et sort l'album Tropical Bacanal, abandonnant le funk de Rio pour se concentrer sur l'indietronica avec de la pop, en poursuivant les paroles humoristiques, mais en évoluant vers un nouveau côté plus sensuel avec Laura. Le groupe met fin à ses activités en 2015.

## Polémiques
En 2006, Bonde das Impostora, avec qui Bonde do Rolê joue, sort le morceau Satanás Aplaude (Pauno Kuda UDR) se moquant des membres d'UDR, croyant qu'ils ne seraient pas offensés parce qu'ils étaient aussi un groupe de musique comique. Quelques mois plus tard, UDR sort un morceau en réponse, As Curitibanas Mais Taradas, se moquant non seulement de Bonde das Impostora, mais aussi de Bonde do Rolê, et lance un concours pour que les fans envoient des montages plaisants des groupes, ce qui génère une vague de grossophobie contre Marina,. En raison de la situation, le groupe arrête de jouer avec Bonde das Impostora et Rodrigo Gorky déclare que le groupe de son ancien ami « puait la merde ».
Même avec la séparation des deux groupes, UDR continue à provoquer Bonde do Rolê et, en 2007, inclut le morceau Gordinho, Você não é DJ sur l'EP O Shape do Punk do Cão comme une allusion à Rodrigo Gorky. L'EP de Bolinando Straños sorti en 2008 comprend un autre morceau se moquant du groupe, intitulé Qro c do boned do role como fas// rs.

## Discographie

### Albums studio
- 2007 : With Lasers (Domino Records)
- 2012 : Tropical/Bacanal (Mad Decent)

### EP
- 2006 : Melô do Tabaco (Mad Decent)

### Singles
- 2007 : Solta o Frango/James Bonde (Slag Records/Mad Decent) (#14 UK indie)
- 2007 : Office Boy (Domino Records) (#75 UK)
- 2008 : Gasolina

### Remixes
- Cansei de Ser Sexy - A la la (Bonde do Rolê Remix)
- Edu K - Hot Mama (Bonde do Rolê Remix)
- Tony Allen - Awa Na Re (Bonde do Rolê Remix)
- Edu K - Sex-O-Matic (Bonde do Rolê Remix)
- Architecture In Helsinki - Heart It Races (Bonde do Rolê Remix)
- Gameboy/Gamegirl - Fruit Salad (Bonde do Rolê Remix)
- Mika - Big Girl (Bonde do Rolê Remix)
- Lenni Cesar - Morris Park (Bonde do Rolê Remix)